# Relations entre la Pologne et l'Ukraine
Les relations entre la Pologne et l’Ukraine sont établies au début des années 1990 à la suite de l'indépendance de l'Ukraine vis-à-vis de l'URSS. Elles se sont depuis améliorées, les deux États ayant établi un partenariat stratégique. Les deux pays partagent une frontière commune longue de 526 km. Le 1er juillet 2009, un accord bilatéral est signé concernant le trafic transfrontalier, à la suite de la ratification de la Convention de Schengen par la Pologne. Des citoyens ukrainiens viennent ainsi travailler en Pologne.
La mémoire du massacre de Volhynie reste un sujet douloureux. Entre 1943 et 1945, les nationalistes de l'Armée insurrectionnelle ukrainienne (UPA) ont massacré plus de 100 000 personnes issues de la minorité polonaise de la Volhynie. Des nationalistes polonais ont abattu quelque 20 000 Ukrainiens en représailles. Lors d'une entrevue à Varsovie  entre Donald Tusk et Volodymyr Zelensky le 15 janvier 2025, il a été convenu d'exhumer et de donner une digne sépulture aux cadavres trouvés.
La Pologne a soutenu la révolution orange en Ukraine en 2004 et soutient l'adhésion de l'Ukraine à l'Organisation du traité de l'Atlantique nord (OTAN) et à l'Union européenne (UE).
Les deux pays co-organisent le Championnat d'Europe de football en 2012.
En 2017, d'après le gouvernement polonais il y aurait plus d'un million d'Ukrainiens résidant en Pologne, pour certains en tant qu'immigrants économiques et pour d'autres en tant que réfugiés à la suite de l'Euromaïdan.